# تشيزري بورجا
تشيزَري بورجا الملقب بالدوق فالنتينو (روما، 13 سبتمبر 1475 - فيانا، 12 مارس 1507م) كوندوتييرو وكاردينال ورئيس أساقفة كاثوليكي إيطالي، اشتهر بأن نيكولو مكيافيلي استوحى من شخصيته صورة الأمير.
يتفق المؤرخون في أنه يمثل تجربة سياسة في غاية الأهمية، بفضل مؤسسة المحاكم التي تمكنت من إعادة النظام إلى منطقة رومانيا، فلانعدام وجود الدولة، كانت رومانيا في حالة من الفوضوية، وكانت القوات الفوضوية هي تلك الأرستقراطية. ضرب دوق فالنتينو رومانيا بقدر كبير من الوحشية؛ لم يجلب الدوق النظام والاستقرار فحسب، بل أيضاً العدل والمحاكم.
بعد نزول لويس الثاني عشر في إيطاليا، يـُذكر الدوق فالنتينو أيضاً في فساد كنيسة أن يطلب رأسها البابا من لويس الثاني عشر نفسه مملكة لابنه.
(كان تشيزري بورجا جندياً مغامراً، متفاخراً متهوراً، وابن البابا إسكندر السادس، وقد فكّر في توحيد كل الدول الإيطالية في اتحاد كونفيدرالي. ولكن جهده كان عبثاً، لأن الدول نفسها لم تكن راغبة في ذلك. وقد تورط في مختلف أنواع المشاكل بسبب تصرفه العدائي، وكثيراً ما أنقذ والده حياته. فلما توفي البابا سنة 1503 م خلفه البابا يوليوس الثاني الذي لم يكن متفهماً ومتساهلاً معه. وعلى الرغم من محاولاته توحيد الدول معاً، اضطر تشيزري بورجا إلى مغادرة إيطاليا كلياً، وكانت نهايته في حصار نافاريه سنة 1507 م).

## حياته
الثاني من أربعة أبناء للكاردينال رودريغو بورجا وهو البابا إسكندر السادس مستقبلاً (1492-1503) من والدته فانوتسا كاتاني (تشيزري وجوفاني ولوكريسيا وغوفريدي)، وجـّـهـَهُ والده نحو السلك الكنسي الذي بفضله رسخت الأسرة أقدامها. في الواقع إن آل بورجا بلنسيو الأصل، وصلوا إلى روما قبل حوالي ثلاثين عاماً في متتبعين الكاردينال ألفونسو الذي صار البابا باسم كاليستوس الثالث من عام 1455 حتى 1458 طلباً للمناصب والحظ.
قام الوالد المنتخب حديثاً لمنصب البابا بتعيينه وهو ما زال صغيراً ولم يتلق أبداً أوامر الكهنوتية أسقفاً لبلنسية بالأبرشية التي كانت له وقبل ذلك لخاله كاليستوس الثالث. لكن تشيزري لم يذهب أبداً لشغل المطرانية، خصوصاً أنه عُيَّن كاردينالاً بعد عام في 20 سبتمبر 1493، وحاكماً عاماً ومبعوث رسولي في أورفييتو سنة 1495.
لم تجتذبه كثيراً حياة رجال الدين فقد كان ميالاً أكثر بكثير للحياة العسكرية، في سنة 1497 (العام الذي يـُقال أن شقيقه جوفاني دوق غانديا العزيز على والده قد قـُتل) طلب من الوالد البابا الحصول على إعفاء من الحياة الكنسية وخلع اللباس الكاردينالي، وتحول في العام التالي إلى فرنسا حاملاً للملك الجديد لويس الثاني عشر الإلغاء البابوي للزواج السابق واللباس الكاردينال للوزير جورج دامبواز.
كان ذلك لقاء الزواج من شارلوت دالبير ابنة شقيقه ملك نافارا، وتلاه تنصيبه دوقاً لفالنتينوا. فلـُقـّب «دوق فالنتينو».

### الاستيلاء على فورلي وإيمولا
شارك في السنوات التالية في حرب دموية بأراضي رومانيا الخاضعة آنذاك لسلطة البابوية، استعمل الدبلوماسية تارة والعنف تارة أخرى لإقصاء العديد من النبلاء المحليين ولإقامة دولة موحدة وقوية. جرت الحملة الأولى على رومانيا 21 نوفمبر 1499 بجيش مكتظ بالجنود المشاة والمرتزقة من مختلف المقاطعات والبلدان، فأخضعت إيمولا في 11 ديسمبر. وفي يناير هزم الدوق فالنتينو كاتيرينا سفورزا حاكمة تلك الأراض، التي تـُحـَصنت لمدة ثلاثة أسابيع في قلعة فورلي على رأس 2,000 رجل. رغم شراسة وصمود المحارب اللذان أبدتهما كاتيرينا تم أسرها وأُخذت فورلي بحصار الغزاة الذين استباحوها بأعمال وحشية لم يسبق لها مثيل. هكذا تمكن الدوق من تنصيب نفسه على المدينة، مستضافاً من النبيل الفورلي لوفو نوماي المستشار السابق لكاتيرينا نفسها.

### الفتوحات التالية
ثم أطلق تشيزري ممثل ملك فرنسا لويس الثاني عشر حملته الرومانية الثانية على ريميني ورافينا وتشيرفيا وفاينسا وبيزارو، بموافقة رسمية على هذه الخطوة لأن البابا كان قد انقلب على حكام تلك المدن عبر مرسوم، فاتهم بسلبها من السلطة البابوية. استسلمت تشيزينا في 2 أغسطس 1500 ثم تبعتها ريميني وفاينسا حيث أُسقط حكام آل مالاتيستا وآل مانفريدي. في سنة 1502 تتطلع تشيزري للمزيد، وأهدافه هذه المرة دوقيتي كاميرينو وأوربينو طارداً منها آل فارانو وآل مونتيفلترو.
صار دوق فالنتينو الآن في غاية القوة، يبغضه حتى بعض أهم كوندوتييريه، الذين حاكوا مؤامرةً ضده بأكتوبر من ذات العام في قلعة فرسان الهيكل في ماجوني قـُرب بيرودجا، وكانت كما قالوا تفادياً لأن «يلتهمهم التنين واحداً تلو الآخر». اكتشفهم تشيزري وتصرف بمكر: تركاً معقله في كاميرينو، تظاهر بالعفو عن المتآمرين بكلمات مطمئنة في حين أنه ينوي للانتقام. في غضون ذلك احتل سينيغاليا التي يحكمها دوقات آل ديلا روفيري، أُقـِيم «عشاء سينيغاليا» مساء يوم 31 ديسمبر: ما بين العناق والمجاملات دعى بورجا المتمردين إلى العشاء في قصر المدينة المستولى عليها للتو. وفي فجر الأول من يناير 1503 هوجم فيتيلوتسي فيتيلي وأوليفيروتو دا فيرمو وقـُتلا.

### السقوط
بات تشيزري الآن سيد رومانيا بلا منازع، ويفكر في بسط سلطانه على مدن سيينا وبيزا ولوكا التوسكانية، إلا أنه بموت الوالد البابا إسكندر السادس في18 أغسطس سنة 1503 بسن 73 عاماً توقف الدعم للإبن؛ ليس أكيداً بعد إن كان بسبب حمى الملاريا أو جراء تعرضه للتسمم: وقد مرض تشيزري في نفس الحادثة، وظل لفترة من الزمن عاجزاً عن أخذ التدابير التي يتطلبها الوضع.
في عام 1503 استضاف أهل مونتيليوني دورفييتو قواتـِه لمدة 10 أيام طويلة، جالبين الجوع تلك البلدة الصغيرة.
دخل دوق فالنتينو في أزمة بوفاة إسكندر السادس: بعد بابوية بيوس الثالث القصيرة، واستلمها من الكاردينال فرانشيسكو بيكولوميني ابن أخ البابا بيوس الثاني، بمكائد الكونكلافي انتصر الكاردينال جوليانو ديلا روفيري، عدو آل بورجا اللدود الذي حصل على تاج البابا وكان قد انتخب في أكتوبر من ذلك العام باسم يوليوس الثاني. يقول مكيافيلي في كتاب الأمير أنه ما كان ينبغي على بورجا السماح بانتخاب عدو له مادامت لديه سلطة. ولكن التاريخ لا يتعامل مع كلمة «لو»، ونزع البابا الجديد المتقشف وقوي الإرادة وغير المعتاد على الطرق الدبلوماسية عن دوق فالنتينو حكومة رومانيا أمراً باعتقاله في كاستل سانتانجلو.

### النهاية
فرَّ مرة دون جدوى محاولاً اللجوء إلى نابولي لينظم من هناك حملة لإستعادة نفوذه: فقد رَحـَّلـَه البابا إلى أيادي فرناندو الثاني ملك أراغون في إسبانيا، حيث حـُبـِس دوق فالنتينو أولاً في قلعة سنسيليا ثم في حصن لا موتا بمدينة دل كامبو. تمكن من الفرار سنة 1506 بعملية جريئة ولجأ إلى مملكة نافارا الصغيرة. مات وهو يقاتل من أجل صهر خوان الثالث دي ألبرت ملك نافار بحصار فيانا في ليلة الثاني عشر من مارس عام 1507.
دفنت جثة دوق فالنتينو في كنيسة فيانا يمين المذبح الرئيسي، ولكن الرفات لم تظل في هذا المكان لوقت طويل، لأن أسقف بامبلونا أراد نبشها ليـُعاد دفنها في أرض مدنسة، وانتهى أمر العظام بتفريقها.